# Championnat du Qatar de football 1995-1996
Navigation
Saison précédente Saison suivante
La saison 1995-1996 du Championnat du Qatar de football est la trente-deuxième édition du championnat national de première division au Qatar. Les neuf meilleures équipes du pays sont regroupées au sein d'une poule unique où elles s'affrontent deux fois, à domicile et à l'extérieur. En fin de saison, il n'y a ni promotion, ni relégation et les quatre premiers du classement disputent le Golden Four, qui offre la place en Coupe d'Asie des clubs champions et en Coupe des clubs champions du golfe Persique au vainqueur. 
C'est le club d'Al-Arabi Sports Club qui remporte la compétition, après avoir terminé en tête du classement final, avec un seul point d'avance sur le tenant du titre, Al-Rayyan SC et Al-Wakrah Sports Club. C'est le 6e titre de champion du Qatar de l'histoire du club.

## Les clubs participants
| - Al-Rayyan SC - Al-Arabi Sports Club - Al Ahly Doha - Al Taawun - Al Ittihad Doha - Qatar SC - Sadd Sports Club - Al Shamal - Al-Wakrah Sports Club |

## Compétition

### Classement
Le classement est établi sur le barème de points classique (victoire à 3 points, match nul à 1, défaite à 0).
| Rang | Équipe                | Pts | J  | G  | N | P  | Bp | Bc | Diff |
| ---- | --------------------- | --- | -- | -- | - | -- | -- | -- | ---- |
| 1    | Al-Arabi Sports Club  | 36  | 16 | 11 | 3 | 2  | 34 | 20 | +14  |
| 2    | Al-Rayyan SC (T)      | 35  | 16 | 11 | 2 | 3  | 28 | 11 | +17  |
| 3    | Al-Wakrah Sports Club | 35  | 16 | 11 | 2 | 3  | 29 | 17 | +12  |
| 4    | Sadd Sports Club      | 34  | 16 | 9  | 7 | 0  | 24 | 9  | +15  |
| 5    | Al Ittihad Doha (C)   | 16  | 16 | 4  | 4 | 7  | 22 | 21 | +1   |
| 6    | Al Ahly Doha          | 14  | 16 | 4  | 2 | 9  | 15 | 27 | -12  |
| 7    | Al Taawun             | 12  | 16 | 3  | 2 | 11 | 15 | 27 | -12  |
| 8    | Qatar SC              | 11  | 16 | 3  | 2 | 11 | 19 | 33 | -14  |
| 9    | Al Shamal             | 8   | 16 | 2  | 2 | 12 | 14 | 37 | -23  |

|  | Qualification pour le Golden Four                                            |
|  | Qualification pour la Coupe des Coupes 1996-1997                             |
|  | (T) : Tenant du titre (C) : Vainqueur de la Coupe du Qatar (P) : Promu de D2 |

### Golden Four

#### Demi-finales
| Équipe 1              | Résultat | Équipe 2         | Aller | Retour |
| --------------------- | -------- | ---------------- | ----- | ------ |
| Al-Wakrah Sports Club | 4 - 3    | Sadd Sports Club | 3 - 2 | 1 - 1  |
| Al-Arabi Sports Club  | 2 - 3    | Al-Rayyan SC     | 1 - 1 | 1 - 2  |

#### Finale
| Équipe 1     | Résultat | Équipe 2              |
| ------------ | -------- | --------------------- |
| Al-Rayyan SC | 2 - 0    | Al-Wakrah Sports Club |

- Al-Rayyan SC se qualifie pour la Coupe d'Asie des clubs champions 1997-1998 et Al-Wakrah Sports Club pour la Coupe des clubs champions du golfe Persique 1996.

## Bilan de la saison
| Championnat du Qatar de football 1995-1996                        |                                 |
| Champion                                                          | Al-Arabi Sports Club (6e titre) |
| Coupes et trophées                                                |                                 |
| Vainqueur de la Coupe du Qatar 1995-1996                          | Al Ittihad Doha                 |
| Qualifications continentales                                      |                                 |
| Coupe d'Asie des clubs champions 1997-1998                        | Al-Rayyan SC                    |
| Coupe des Coupes 1996-1997                                        | Al Ittihad Doha                 |
| Coupe des clubs champions du golfe Persique 1996                  | Al-Wakrah Sports Club           |
| Promotions et relégations                                         |                                 |
| Promus en Qatar Stars League                                      | Aucun                           |
| Relégués en Championnat du Qatar de football de deuxième division | Aucun                           |